# Christian Blanc
Pour les articles homonymes, voir Christian Blanc et Blanc.
Christian Blanc, né le 17 mai 1942 à Talence (Gironde), est un haut fonctionnaire, chef d'entreprise et homme politique français.
Il est préfet des Hautes-Pyrénées en 1983 et préfet de Seine-et-Marne en 1985 puis il dirige en 1988 la mission du dialogue en Nouvelle-Calédonie qui se conclut par les accords de Matignon.
Il travaille dans le monde de l'entreprise, dirigeant la RATP (1989-1992), Air France (1993-1997) et la banque Merrill Lynch France (2000-2002). Il est également administrateur de Middle East Airlines (1998-1999), de Carrefour, de Capgemini (2004), de la Chancellerie des universités de Paris (1998-2001), de l'ONG Action contre la faim (ACF) et président du Comité de sélection pour le recrutement d'inspecteurs des finances au tour d'extérieur (2000).
Proche de Michel Rocard, et d'Edgard Pisani, il fonde en 2001 le think tank « l’Ami public » et en 2002, le mouvement politique Énergies démocrates (2002-2007). Il est élu député apparenté UDF dans la 3e circonscription des Yvelines à partir de 2002. Il rejoint le groupe parlementaire Nouveau Centre de 2002 à 2008.
Il entre au gouvernement le 18 mars 2008 comme secrétaire d'État chargé du Développement de la région capitale et travaille sur le Grand Paris. En juin 2010, il est au centre d'une polémique sur des achats de cigares sur des fonds du ministère. Il démissionne du gouvernement le 4 juillet 2010. Il reprend ensuite son siège de député. Après deux mandats législatifs, il ne se représente pas une nouvelle fois.

## Biographie

### Jeunesse et études
Christian Blanc est le fils de Marcel Blanc, résistant, secrétaire des Jeunesses socialistes clandestines de Gironde durant l'Occupation, franc-maçon haut gradé, premier adjoint socialiste au maire de Bordeaux à la Libération et négociant en fruits exotiques. Il effectue ses études à Bordeaux, au lycée Montesquieu, puis intègre l'Institut d'études politiques de Bordeaux. Lauréat d'une bourse Zellidja en 1960 ; il est l'un des principaux responsables de l'Union nationale des étudiants de France (UNEF), où il se lie avec Michel Rocard, et préside à la fin de sa scolarité la Mutuelle nationale des étudiants de France (MNEF), de 1964 à 1965. À cette époque, il milite au sein du Front universitaire antifasciste en faveur de la paix en Algérie. Invité par Fidel Castro, il participe en compagnie de Marc Kravetz à la Conférence latino-américaine de solidarité à Cuba pendant l'été 1967.

### Haut fonctionnaire
En septembre 1974, il rejoint le parti socialiste où il dirige de 1978 à 1980 le cabinet de Michel Rocard.
De 1981 à 1983, il est directeur de cabinet du commissaire européen Edgard Pisani, puis préfet, commissaire de la République des Hautes-Pyrénées, de 1983 à 1984. Christian Blanc est ensuite secrétaire général de la Nouvelle-Calédonie auprès d'Edgard Pisani, alors délégué du gouvernement sur le territoire, puis préfet de Seine-et-Marne de 1985 à 1989.
En 1988, il retourne en Nouvelle-Calédonie en tant que chef de la « Mission du dialogue » envoyée par le gouvernement français dans le but de trouver une solution politique au conflit qui secoue l'île. Il négocie les accords de Matignon, adoptés par référendum en novembre 1988,.

### Dirigeant d'entreprises
Christian Blanc prend ensuite, pendant trois ans, la présidence de l'entreprise publique RATP. Il entreprend alors une réforme en profondeur de l'entreprise. Il la décentralise, sépare le grade et la fonction et ramène à trois le nombre de niveaux hiérarchiques. La presse qualifie cette réforme de « big bang ».
Durant sa présidence, la décision de créer la ligne Meteor a été prise. Il démissionne de son poste en 1992, lorsque le gouvernement refuse de le soutenir pour instaurer le service minimum dans l'entreprise.
Il devient PDG d'Air France en 1993, alors que la société traverse une grave crise. Il conduit le redressement de l'entreprise, en faisant notamment adopter un plan de sauvetage par référendum interne. En 1997, il propose un nouveau plan de restructuration et de modernisation de la compagnie qui est refusé en bloc par les organisations syndicales du groupe. Christian Blanc demande alors l'arbitrage du gouvernement qui n'appuie pas clairement son projet. Faute du soutien du Premier ministre de l'époque Lionel Jospin et après un désaccord stratégique avec le ministre des Transports, Jean-Claude Gayssot, sur le rythme de la modernisation de l'entreprise aéronautique, il démissionne le 5 septembre 1997 à l'issue d'une ultime et infructueuse rencontre avec le chef du gouvernement.
Il devient conseiller du groupe aérien libanais Middle East Airlines en 1998-1999. Il s'investit également dans l'organisation non gouvernementale Action contre la faim dont il est administrateur entre 1999 et 2001, période pendant laquelle il préside deux startups : Skygate, qui développe un récepteur satellitaire de petite taille, et Harmonie. Il se retrouve également à la tête de la startup Karavel, qui rachete le site Promovacances.
Il est président de la banque d'affaires Merrill Lynch France entre 2000 et 2002. Alors qu'il se trouve au World Trade Center de New York le 11 septembre 2001, il échappe aux attentats car il est sorti de l'immeuble pour fumer un cigare.
En septembre 2014, la compagnie aérienne tunisienne Syphax Airlines désigne Christian Blanc au poste de PDG, succédant au fondateur Mohamed Frikha qui se lance dans l'élection présidentielle tunisienne. Deux mois plus tard, il est démis de ses fonctions, Syphax Airlines s'étant fait épingler par la direction générale de l'aviation civile tunisienne (DGAC) pour ne pas avoir effectué certaines procédures  administratives nécessaires à l'embauche d'un dirigeant étranger.

### Carrière politique

#### Débuts avec Michel Rocard

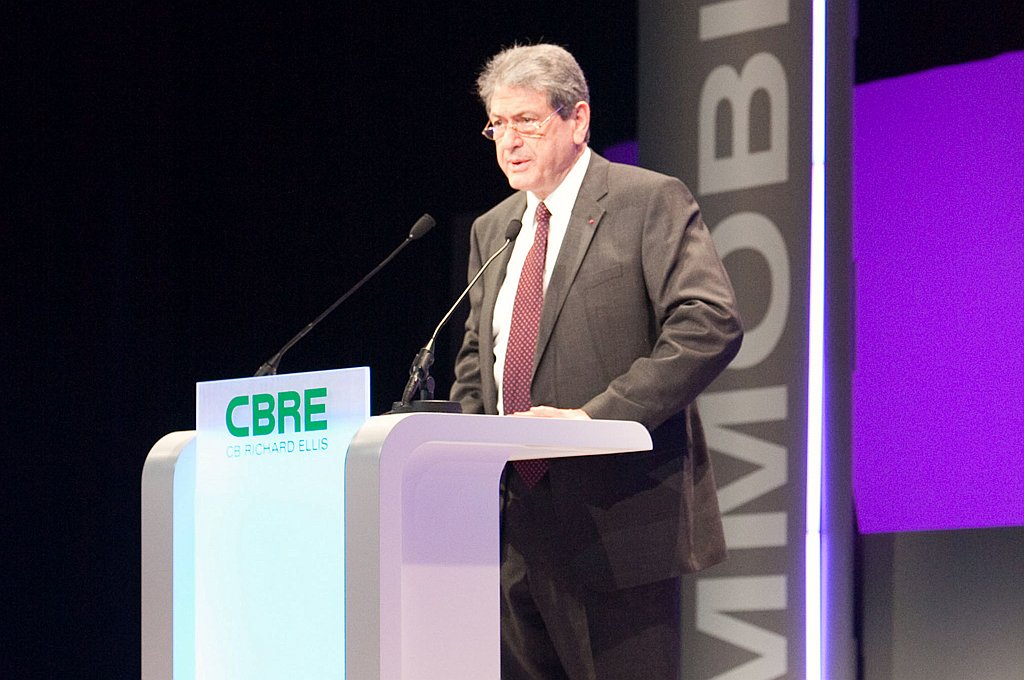
Christian Blanc en 2010.

Christian Blanc fait partie de l'équipe de Michel Rocard dans les années 1970, contribuant notamment à son élection à la mairie de Conflans-Sainte-Honorine. D'après Michèle Cotta, Christian Blanc entretient auprès des journalistes le sentiment de rupture entre Michel Rocard et le premier secrétaire du Parti socialiste, François Mitterrand.
Michel Rocard puis Édith Cresson lui ont proposé d'intégrer le gouvernement, mais il a refusé, préférant demeurer à la RATP.

#### Député et rapprochement avec la droite
Briguant un siège de député dans la 3e circonscription de Paris lors des élections législatives de 2002, sous l'étiquette « Énergies démocrates », il recueille 9,63 % des voix. Six mois plus tard, Christian Blanc se présente à une élection législative partielle, provoquée par la démission d'Anne-Marie Idrac, nommée à la présidence de la RATP, dans la 3e circonscription des Yvelines. Élu au premier tour, il rejoint le groupe UDF à l'Assemblée nationale, en tant qu'apparenté.
En 2003, le Premier ministre Jean-Pierre Raffarin lui confie une mission sur le développement économique. Six mois plus tard, il remet un rapport intitulé Pour un écosystème de la croissance.
Il appelle à la démission de Jacques Chirac en 2006, pour « accélérer les réformes » et en finir avec l'« immobilisme ». La même année, il lance avec Alain Lambert (UMP) et Jean-Marie Bockel (PS) un « comité d’action pour la modernisation de la France », en faveur d'une modernisation « globale et cohérente » de l'économie et de la société française, en insistant sur le « péril de la dette » et sur la nécessité de la croissance. Il participe à la Commission Pébereau, qui chiffre la dette publique française à 2 000 milliards d'euros.
Christian Blanc apporte son soutien à Nicolas Sarkozy au premier tour de l'élection présidentielle de 2007 et rejoint le Parti social libéral européen (futur Nouveau Centre) au moment des élections législatives, lors desquelles il est réélu au premier tour, avec le soutien de l'UMP. 

#### Secrétaire d'État au Grand Paris et affaires judiciaires (2008-2010)
Nommé secrétaire d'État chargé du Développement de la région capitale le 18 mars 2008, Christian Blanc cède son siège de député à sa suppléante, Colette Le Moal. Il est chargé du projet de loi sur le « Grand Paris », voté en mai 2010, qui prévoit notamment un réseau de métro automatique autour de Paris.
En juin 2010, après avoir mis fin aux fonctions de son chef de cabinet, il découvre des allégations sur sa situation fiscale dans Le Canard enchaîné. L'hebdomadaire satirique révèle peu de temps après que Christian Blanc a fait acheter sur le budget de son secrétariat d'État pour 12 000 € de cigares en dix mois, information largement reprise par la presse.
Christian Blanc déclare soupçonner son ancien chef de cabinet Guillaume Jublot, licencié fin mai 2010, d'avoir fourni ces informations au Canard enchaîné. Il rembourse 3 500 euros correspondant, selon ses dires, à sa « consommation personnelle ». Selon le communiqué officiel, Christian Blanc et François Fillon, Premier ministre à l'époque, « ont convenu ensemble qu'il était opportun que M. Blanc honore la totalité de la dépense sur ses deniers personnels ». Christian Blanc rembourse donc finalement l'intégralité de la somme.
Le 17 juin 2010, son ancien collaborateur, Guillaume Jublot annonce porter plainte pour diffamation contre Christian Blanc pour ses accusations concernant l'affaire des cigares. Le 2 décembre 2011, le tribunal correctionnel de Paris condamne Christian Blanc pour avoir diffamé son chef de cabinet.
Mis en difficulté au sein du gouvernement par cette affaire, il annonce sa démission du gouvernement le 4 juillet 2010. Le lendemain, dans une interview pour L'Express, il déclare que sa décision de démission « remonte à quelque temps déjà, cela devait se faire en juillet, ce fut le 4 juillet ».
L'opposition et une partie de la presse analysent cet événement comme une manœuvre visant à faire baisser la pression médiatique dans l'affaire Woerth-Bettencourt,. L'UMP dément un tel lien. Les fonctions occupées par Christian Blanc sont transférées à Michel Mercier, ministre de l'Espace rural et de l'Aménagement du territoire.
Il retrouve automatiquement son mandat de député un mois après son départ du gouvernement, le 5 août 2010. Il décide de ne pas se représenter aux élections législatives de 2012.
En 2015, il publie aux éditions Odile Jacob Paris Ville monde, livre dans lequel il explique sa stratégie pour permettre à la France de retrouver sa place dans l'économie mondiale.

### Vie privée
Il vit en couple durant cinq ans avec Virginie Calmels, qu'il avait embauchée en tant que directrice financière à Skygate.

## Détail des mandats et fonctions
- 16 décembre 2002 - 19 avril 2008 : député pour la 3e circonscription des Yvelines
- depuis mars 2008 : conseiller municipal du Chesnay
- 18 mars 2008 - 4 juillet 2010 : secrétaire d'État chargé du Développement de la région capitale
- 5 août 2010 - juin 2012 : député pour la 3e circonscription des Yvelines

## Publications
- Pour un État stratège garant de l'intérêt général, rapport de la Commission du Plan, La Documentation française, 1993
- Le Lièvre et la Tortue (avec Thierry Breton), éditions Plon, 1994
- Pour un écosystème de la croissance, rapport remis au Premier ministre, 2004
- La Croissance ou le chaos, éditions Odile Jacob, 2006
- Le Grand Paris du XXIe siècle, Le Cherche midi, 2010
- Paris, ville-monde, éditions Odile Jacob, 2015  (ISBN 978-2738133090), 384 p.
- Nul ne peut se vanter de se passer des hommes, éditions Hermann, 2018  (ISBN 978-2705697884), 329 p.